# 일본국 헌법 제57조
일본국 헌법 제57조(일본어: 日本国憲法第57条)은 일본국 헌법 제4장 "국회"의 조문 중 하나이다. 회의의 공개와 비밀회에 대해 규정하고 있다.

## 조문
일본국 헌법 제57조
① 양 의원(議院)의 회의는 공개로 한다. 단 출석 의원의 3분의 2 이상의 다수로 의결하였을 때는 비밀회를 열 수 있다.
② 양 의원(議院)은 각각 그 회의의 기록을 보존하고, 비밀회의 기록 중에 특히 비밀을 요한다고 인정되는 것 이외에는 이를 공표하고 또한 일반에 반포하여야 한다.
③ 출석 의원의 5분의 1 이상의 요구가 있으면 각 의원(議院)의 표결은 이를 회의록에 기재하여야 한다.

## 해설
양원(중의원, 참의원)의 회의는 공개를 원칙으로 하나 특수한 경우에는 비밀로 할 수 있다는 규정이다. 또 제3항에서는 국회의 의결을 회의록에 기재해야 한다고 규정하였다.